# Zatrucie teobrominą
Zatrucie teobrominą lub zatrucie czekoladą – negatywna reakcja organizmu na teobrominę, alkaloid występujący w czekoladzie, herbacie, coli i niektórych innych produktach. Nasiona kakaowca, w zależności od gatunku, zawierają przeważnie 1,2–1,8% czystej teobrominy, a w czekoladzie jej stężenie jest zazwyczaj mniejsze. W wysoko przetworzonych słodyczach czekoladowych zawartość teobrominy jest znacznie mniejsza (zwykle 0,14–0,21%) niż w gorzkiej czekoladzie (mogącej zawierać powyżej 1,4%).
Czekolada zawiera stosunkowo niewiele teobrominy, może być zatem bezpiecznie spożywana przez ludzi, ale zdarzają się przypadki zatrucia teobrominą na skutek spożycia zbyt dużej ilości czekolady (przeważnie u ludzi starszych). Zwierzęta, u których metabolizm teobrominy w organizmie przebiega o wiele wolniej niż u człowieka, mogą z łatwością zjeść czekoladę w ilości powodującej zatrucie. Najczęściej ofiarami zatrucia są psy, dla których może ono skończyć się śmiercią. Koty, a szczególnie kocięta, wykazują jeszcze mniejszą tolerancję, jednakże są mniej skłonne do jedzenia czekolady, ponieważ nie mają receptorów smaku słodkiego. Inne zwierzęta również są podatne na toksyczne działanie teobrominy.

## Objawy zatrucia
Pierwszymi objawami zatrucia teobrominą są nudności, wymioty, biegunka i wzmożone wydalanie moczu. Później może dojść do arytmii serca, ataku epileptycznego, krwotoku wewnętrznego, zawału mięśnia sercowego, aż w końcu do śmierci.

## Toksyczność
Teobromina jest szczególnie toksyczna dla koni, psów, papug, królików, nornic i kotów, ponieważ nie są one zdolne do jej efektywnego metabolizowania. Po spożyciu czekolady, teobromina może utrzymywać się w ich krwiobiegu nawet do 72 godzin. Ponadto uważa się, że u psowatych podwyższona toksyczność teobrominy wynika z unikatowego szlaku metabolicznego prowadzącego do niezidentyfikowanego toksycznego produktu. Zalecenia medyczne obejmują w takim przypadku wywołanie wymiotów w ciągu dwóch godzin od spożycia i niezwłoczny kontakt z weterynarzem.
Chemicy z USDA (ministerstwa rolnictwa USA) prowadzą badania nad wykorzystaniem teobrominy jako środka toksycznego do kontroli żerowania kojotów w miejscach wypasania zwierząt hodowlanych.